# Brujería (película)
Brujería es una película de drama fantástico coproducida internacionalmente de 2023 dirigida por Christopher Murray y escrita por Murray y Pablo Paredes. Protagonizada por Valentina Véliz. Está inspirado en una historia real donde miembros de la organización Recta Provincia por 1880, fueron acusados de brujería. Fue nominado en el Festival de Cine de Sundance de 2023 en la Competencia dramática mundial de cine.

## Sinopsis
En la remota isla de Chiloé, a fines del siglo XIX, una niña indígena llamada Rosa vive y trabaja con su padre en una finca. Cuando el capataz asesina brutalmente al padre de Rosa, ella buscará justicia acudiendo al rey de una poderosa organización de hechiceros.

## Reparto
Los actores que participaron en esta película son:
- Valentina Véliz como Rosa Raín
- Daniel Antivilo como Mateo Coñuecar
- Sebastian Hülk como Stefan
- Daniel Muñoz como Subdelegado Acevedo
- Neddiel Muñoz Millalonco como Aurora Quinchen

## Lanzamiento

### Festivales
La película tuvo su estreno internacional el 21 de enero de 2023 en el Festival de Cine de Sundance de 2023 como parte de la Competencia dramática de cine mundial. Luego, se estrenó el 1 de febrero de 2023 en el Festival de Cine de Göteborg en Suecia.

### Cines
Brujería se estrenó comercialmente el 16 de marzo de 2023 en cines mexicanos y una semana después se estrenó en cines chilenos.

## Recepción

### Recepción crítica
En el sitio web del agregador de reseñas Rotten Tomatoes, el 79% de las reseñas de 14 críticos son positivas, con una calificación promedio de 7.0/10.
Jonathan Holland de Screendaily escribió: "Visualmente, Brujería siempre es opresivamente oscuro y delicioso. Pero después del juicio surrealista de Mateo y su equipo, la tensión decae a medida que el elemento sobrenatural de forma libre se pone en primer plano y los eventos se acumulan demasiado rápido para parecer creíbles". Jacob Oller, de la revista Paste, escribió: "Brujería solo explora un pequeño evento, un bache en su línea de tiempo, y lo convierte en un subgénero que elimina algunas de sus texturas más fascinantes. Pero todavía hay tanto poder en sus imágenes que es más tentador que frustrante".

### Reconocimientos
| Año  | Premio / Festival                                    | Categoría                              | Recipiente   | Resultado | Ref.   |
| ---- | ---------------------------------------------------- | -------------------------------------- | ------------ | --------- | ------ |
| 2023 | Festival de Cine de Sundance                         | Competencia dramática mundial de cine  | Brujería     | Nominada  | [ 17 ] |
| 2023 | Festival de Cine de Gotemburgo                       | Premio Dragón - Concurso Internacional | Brujería     | Nominada  | [ 18 ] |
| 2023 | Festival Cinelatino Toulouse                         | Premio Cine+                           | Brujería     | Ganadora  | [ 19 ] |
| 2023 | Festival Internacional de Cine Fantástico de Bucheon | Mejor película                         | Brujería     | Ganadora  | [ 20 ] |
| 2024 | Premios Caleuche                                     | Mejor Actor de Soporte - Cine          | Daniel Muñoz | Nominado  | [ 21 ] |